# Джихетис-Монастери
Джихетис-Монастери (груз. ჯიხეთის მონასტერი) — село в Грузии, на территории Ланчхутского муниципалитета края (мхаре) Гурия. В селе находится монастырь, основанный в 1896 году.

## География
Село находится в западной части Грузии, к югу от реки Риони, на расстоянии приблизительно 9 километров (по прямой) к востоко-юго-востоку от города Ланчхути, административного центра муниципалитета. Абсолютная высота — 272 метра над уровнем моря.

## Население
По результатам официальной переписи населения 2014 года, в Джихетис-Монастери проживал 21 человек (1 мужчина и 20 женщин). В национальной структуре населения грузины составляли 100 %.
| Год  | Население, человек |
| ---- | ------------------ |
| 2002 | 9                  |
| 2014 | ↗ 21               |